# Entità statuali autonome nel mondo

Paesi con almeno un'area autonoma

Diversi Stati ospitano all'interno del proprio territorio una o più entità autonome, ossia regioni, province, città o altri enti territoriali cui sia stato accordato un particolare regime di autonomia che li differenzia dal resto del territorio nazionale. In altri casi dette entità sono de facto indipendenti rispetto al governo nazionale (come nel caso del Somaliland) o sono riconosciute come indipendenti da Stati terzi (come nel caso della Repubblica Turca di Cipro del Nord, riconosciuta dalla sola Turchia).

## Elenco
| Stato sovrano       | Categoria                                            | Nome italiano (nome locale) |
| ------------------- | ---------------------------------------------------- | --- |
| Argentina           | 1 città autonoma                                     | Buenos Aires |
| Azerbaigian         | 1 repubblica autonoma                                | Naxçıvan (Nakhichevan) |
| Birmania            | 6 zone auto-amministrate                             | Zona auto-amministrata Danu |
| Birmania            | 6 zone auto-amministrate                             | Zona auto-amministrata Kokang |
| Birmania            | 6 zone auto-amministrate                             | Zona auto-amministrata Naga |
| Birmania            | 6 zone auto-amministrate                             | Zona auto-amministrata Pa'O |
| Birmania            | 6 zone auto-amministrate                             | Zona auto-amministrata Pa Laung |
| Birmania            | 6 zone auto-amministrate                             | Divisione auto-amministrata Wa |
| Cambogia            | 4 municipalità autonome (Krong)                      | Phnom Penh |
| Cambogia            | 4 municipalità autonome (Krong)                      | Kep |
| Cambogia            | 4 municipalità autonome (Krong)                      | Pailin |
| Cambogia            | 4 municipalità autonome (Krong)                      | Sihanoukville |
| Cina                | 5 regioni autonome (Zìzhìqū)                         | Guangxi (Guǎngxī Zhuàngzú/广西壮族) |
| Cina                | 5 regioni autonome (Zìzhìqū)                         | Mongolia Interna (Öbür mongghul – Nèi Měnggǔ/内蒙古)                                                                                    |
| Cina                | 5 regioni autonome (Zìzhìqū)                         | Ningxia (Níngxià Huízú/宁夏回族) |
| Cina                | 5 regioni autonome (Zìzhìqū)                         | Xinjiang (Xīnjiāng Wéiwúěr/新疆维吾尔)                                                                                                  |
| Cina                | 5 regioni autonome (Zìzhìqū)                         | Tibet (བོད་རང་སྐྱོང་ལྗོངས་ - Pö – Xīzàng/西藏)                                                                                                |
| Cina                | 2 regioni amministrative speciali                    | Hong Kong (Xiānggǎng/香港 – Hong Kong)                                                                                                  |
| Cina                | 2 regioni amministrative speciali                    | Macao (Àomén/澳门 – Macau) |
| Cina                | 30 prefetture autonome (Zìzhìzhōu)                   | Vedi Suddivisioni della Cina |
| Cina                | Municipalità autonome (Zìzhìxiàn)                    | Più di 100 in tutto il Paese |
| Corea del Sud       | 1 provincia autogovernata                            | Jeju |
| Danimarca           | 2 nazioni costitutive                                | Fær Øer (Føroyar/Færøerne) |
| Danimarca           | 2 nazioni costitutive                                | Groenlandia (Kalaallit Nunaat/Grønland)                                                                                                 |
| Etiopia             | 11 entità speciali (woreda)                          | Alaba special woreda |
| Etiopia             | 11 entità speciali (woreda)                          | Amaro |
| Etiopia             | 11 entità speciali (woreda)                          | Argobba |
| Etiopia             | 11 entità speciali (woreda)                          | Basketo |
| Etiopia             | 11 entità speciali (woreda)                          | Burji |
| Etiopia             | 11 entità speciali (woreda)                          | Dirashe |
| Etiopia             | 11 entità speciali (woreda)                          | Konso |
| Etiopia             | 11 entità speciali (woreda)                          | Konta |
| Etiopia             | 11 entità speciali (woreda)                          | Mao-Komo |
| Etiopia             | 11 entità speciali (woreda)                          | Pawe |
| Etiopia             | 11 entità speciali (woreda)                          | Yem |
| Filippine           | 1 regione autonoma                                   | Bangsamoro (BARMM) |
| Figi                | 1 dipendenza                                         | Rotuma |
| Finlandia           | 1 provincia autonoma secondo le leggi internazionali | Isole Åland (Åland – Ahvenanmaa) |
| Francia             | 1 Paese d'oltremare                                  | Polinesia francese |
| Francia             | 1 collettività territoriale                          | Corsica (Corsica/Corse) |
| Georgia             | 2 repubbliche autonome                               | Abcasia (Apkhazeti/Apsny) - indipendente de facto                                                                                       |
| Georgia             | 2 repubbliche autonome                               | Agiaria (Atchara) |
| Georgia             | 1 provincia autonoma (ente provvisorio)              | Ossezia del Sud - indipendente de facto                                                                                                 |
| Grecia              | 1 repubblica monastica                               | Repubblica del Monte Athos (Agion Oros/Άγιον Όρος)                                                                                      |
| Guinea-Bissau       | 1 settore autonomo                                   | Regione di Bissau (SAB - Sector Autónomo de Bissau)                                                                                     |
| Indonesia           | 4 province autonome                                  | Nuova Guinea Occidentale |
| Indonesia           | 4 province autonome                                  | Aceh |
| Indonesia           | 4 province autonome                                  | Giacarta |
| Indonesia           | 4 province autonome                                  | Yogyakarta |
| Iraq                | 1 regione autonoma                                   | Kurdistan iracheno |
| Italia              | 5 regioni a statuto speciale                         | Friuli-Venezia Giulia (Friûl-Vignesie Julie/Furlanija-Julijska krajina/Friaul-Julisch Venetien)                                         |
| Italia              | 5 regioni a statuto speciale                         | Sardegna (Sardigna/Sardhìgna/Sardìnnia/Saldìgna/Sardenya)                                                                               |
| Italia              | 5 regioni a statuto speciale                         | Sicilia (Riggiuni Siciliana) |
| Italia              | 5 regioni a statuto speciale                         | Trentino-Alto Adige (Trentino-Südtirol/Trentin-Südtirol)                                                                                |
| Italia              | 5 regioni a statuto speciale                         | Valle d'Aosta (Vallée d'Aoste/Val d'Oûta)                                                                                               |
| Italia              | 2 province autonome                                  | Bolzano (Bozen/Bulsan) |
| Italia              | 2 province autonome                                  | Trento (Trient/Trent/Tria/Trea't) |
| Mauritius           | 1 provincia autonoma                                 | Rodrigues |
| Moldavia            | 2 regioni autonome                                   | Gagauzia (Găgăuzia – Gagaus-Yeri) |
| Moldavia            | 2 regioni autonome                                   | Transnistria (Stînga Nistrului – Pridnestrovje/Приднестрове) - indipendente de facto                                                    |
| Nicaragua           | 2 regioni autonome                                   | Regione Autonoma della costa caraibica settentrionale (Costa Caribe Norte)                                                              |
| Nicaragua           | 2 regioni autonome                                   | Regione Autonoma della costa caraibica meridionale (Costa Caribe Sur)                                                                   |
| Pakistan            | 2 aree autonome amministrate dal Pakistan            | Azad Kashmir |
| Pakistan            | 2 aree autonome amministrate dal Pakistan            | Gilgit-Baltistan |
| Panama              | 3 comarche indigene                                  | Emberá-Wounaan |
| Panama              | 3 comarche indigene                                  | Guna Yala |
| Panama              | 3 comarche indigene                                  | Ngäbe-Buglé |
| Papua Nuova Guinea  | 1 regione autonoma                                   | Bougainville |
| Portogallo          | 2 regioni autonome                                   | Azzorre (Açores) |
| Portogallo          | 2 regioni autonome                                   | Madera (Madeira) |
| Rep. Centrafricana  | 1 municipalità autonoma                              | Bangui |
| Regno Unito         | 3 dipendenze della Corona                            | Guernsey |
| Regno Unito         | 3 dipendenze della Corona                            | Isola di Man |
| Regno Unito         | 3 dipendenze della Corona                            | Jersey |
| Russia              | 22 repubbliche                                       | Adighezia (Adygeya/Адыгея – Adyge/Адыгэ)                                                                                                |
| Russia              | 22 repubbliche                                       | Altaj (Altaj/Алтай – Altajdyng/Алтайдынг)                                                                                               |
| Russia              | 22 repubbliche                                       | Baschiria (Baškortostan/Башкортостан – Bašqortostan/Башқортостаn)                                                                       |
| Russia              | 22 repubbliche                                       | Buriazia (Burjatija/Бурятия – Burjaad/Буряад)                                                                                           |
| Russia              | 22 repubbliche                                       | Cabardino-Balcaria (Kabardino-Balkarija/Кабардино-Балкария – K'eberdej-Bal'k'er/Къэбэрдей-Балъкъэр – K'abarty-Malk'ar/Къабарты-Малкъар) |
| Russia              | 22 repubbliche                                       | Calmucchia (Kalmykiya/Калмыкия – Chal'm Tangč/Хальм Тангч)                                                                              |
| Russia              | 22 repubbliche                                       | Carelia (Karelija/Карелия – Karjala) |
| Russia              | 22 repubbliche                                       | Cecenia (Čečnja/Чечня – Noxçiyçö/Нохчичьо)                                                                                              |
| Russia              | 22 repubbliche                                       | Chakassia (Khakasija/Хакасия) |
| Russia              | 22 repubbliche                                       | Ciuvascia (Čuvashiya/Чувашия – Čävaš/Чаваш)                                                                                             |
| Russia              | 22 repubbliche                                       | Crimea (Krym/Крым) - de iure parte dell'Ucraina                                                                                         |
| Russia              | 22 repubbliche                                       | Daghestan (Dagestan/Дагестан) |
| Russia              | 22 repubbliche                                       | Inguscezia (Ingušetija/Ингушетия – Gialgiaj Mochk/Гiалгiай Мохк)                                                                        |
| Russia              | 22 repubbliche                                       | Karačaj-Circassia (Karačajevo-Čerkessija/Карача́ево-Черке́ссия)                                                                           |
| Russia              | 22 repubbliche                                       | Komi (Komi/Коми) |
| Russia              | 22 repubbliche                                       | Marelia (Marij El/Марий Эл) |
| Russia              | 22 repubbliche                                       | Mordovia (Mordovija/Мордовия) |
| Russia              | 22 repubbliche                                       | Ossezia Settentrionale-Alania (Severnaja Osetija-Alanija/Северная Осетия-Алания – Caegat Iryston/Цæгат Ирыстон)                         |
| Russia              | 22 repubbliche                                       | Sacha-Jacuzia (Sacha-Jakutija/Саха-Якутия – Sacha/Саха)                                                                                 |
| Russia              | 22 repubbliche                                       | Tatarstan (Tatarstan – Татарстан) |
| Russia              | 22 repubbliche                                       | Tuva (Tyva/Тыва) |
| Russia              | 22 repubbliche                                       | Udmurtia (Udmurtija/Удмуртия – Udmurt El'kyn/Удмурт Элькун)                                                                             |
| Russia              | 1 provincia autonoma (oblast')                       | Oblast' autonoma ebraica (Jevreyskaya avtonomnaja oblast'/Еврейская автономная область)                                                 |
| Russia              | 4 circondari autonomi (okrug)                        | Chanty-Mansi-Jugra |
| Russia              | 4 circondari autonomi (okrug)                        | Čukotka |
| Russia              | 4 circondari autonomi (okrug)                        | Nenec |
| Russia              | 4 circondari autonomi (okrug)                        | Jamalo-Nenec |
| São Tomé e Príncipe | 1 isola autonoma                                     | Príncipe |
| Serbia              | 2 province autonome                                  | Kosovo e Metohija (Kosovo i Metohija/Косово и Метохија) - indipendente de facto                                                         |
| Serbia              | 2 province autonome                                  | Voivodina (Vojvodina/Војводина/Vajdaság/Voivodina/Войводина/Vojvodina)                                                                  |
| Spagna              | 2 città autonome                                     | Ceuta |
| Spagna              | 2 città autonome                                     | Melilla |
| Stati Uniti         | 1 Stato liberamente associato                        | Porto Rico |
| Tagikistan          | 1 provincia autonoma                                 | Gorno-Badachshan (Kuhistoni Badakshon/Кӯҳистони Бадахшон)                                                                               |
| Tanzania            | 1 isola Autonoma                                     | Zanzibar |
| Ucraina             | 1 repubblica autonoma                                | Crimea (Krym/Крим – Krym/Крым) - de facto parte della Russia                                                                            |
| Ucraina             | 2 città a statuto speciale                           | Kiev (Київ/Kyïv - Киев/Kuee) |
| Ucraina             | 2 città a statuto speciale                           | Sebastopoli (Севастополь/Sevastopol' - Aqyar) - de facto città federale della Russia                                                    |
| Uzbekistan          | 1 repubblica autonoma                                | Karakalpakstan (Qoraqalpog'iston – Qaraqalpaqstan)                                                                                      |
| Uzbekistan          | 1 città autonoma                                     | Tashkent |